# Ушаков, Николай Васильевич
Николай Васильевич Ушаков (20 января [1 февраля] 1837 — (24 октября [5 ноября] 1875) — русский окулист.

## Биография
Родился 20 января (1 февраля) 1837 года в семье священника из Ростова. Воспитывался в Ярославской духовной семинарии (1850—1856), из которой поступил в Императорскую медико-хирургическую академию, курс которой окончил в 1861 году.
Служил сначала в Петербурге, в 1-м военно-сухопутном госпитале. С 1863 года служил в Таврическом гренадерском полку, с 1865 года — в лейб-гвардии Гродненском гусарском полку.
В марте 1868 года за диссертацию «О границах поля зрения в глазах с различным преломлением» получил степень доктора медицины и перешёл в Московский военный госпиталь, где в 1873 году был назначен старшим ординатором. Был одним из членов-учредителей хирургического общества в Москве.
Был женат на дочери протопресвитера московского Успенского собора Дмитрия Петровича Новского, Анне Дмитриевне. Их сын Дмитрий Николаевич Ушаков — русский и советский лингвист, главный редактор толкового словаря Ушакова.
Умер 24 октября (5 ноября) 1875 года от гнойного воспаления брюшины. Похоронен в Москве на Пятницком кладбище.

## Известные труды
- О границах поля зрения в глазах с различным преломлением : Диссертация на степень доктора медицины. — СПб.: тип. Якова Трея, 1868. — 37 с.
- Гиперметропия и миопия по отношению к военной службе // Медицинский вестник : газета. — 1874.
- О воспалении зрительных нервов при внутричерепных страданиях // Летопись хирургического общества : журнал. — М., 1874.